# Пихельштайнер
Пи́хельштайнер (нем. Pichelsteiner), также пихельштайнский айнтопф (Pichelsteiner Eintopf), пихельштайнское мясо (Pichelsteiner Fleisch) и рагу Бисмарка — типичное баварское рагу, густой суп или айнтопф из различных видов мяса и овощей.

## Этимология
По одной из версий, рецепт придумала граттерсдорфская трактирщица Августа Винклер родом из баварского городка Кирхберг-им-Вальд. Она управляла гостиницей в Граттерсдорфе до самой смерти в 1871 году. Рагу, вероятно, было названо в честь близлежащей горы Бюхельштайн (Büchelstein) в Баварском Лесу, где с 1839 года на лесном лугу отмечался бюхельштайнский фестиваль. Быстро приготовленное горячее блюдо пользовалось там всеобщей популярностью. Уже в 1879 году, в 40-ю годовщину фестиваля, «приготовление на открытом воздухе» бюхельштайнского блюда считалось «привычным». В диалекте жителей Баварского Леса ü произносится как і, и Бюхельштайнер было записано со слуха как пихельштайнер.
В то же время жители города Регена традиционно с 1874 года собирались ежегодно в понедельник освящения церкви на пихельштайнский обед и отмечали пихельштайнский праздник. По легенде, в 1742 году у крестьянки, державшей в Регене трактир «Висхоф», стояли на постое пандуры Тренка. У неё были только капуста и свекла (картошка ещё не была известна), а также немного мяса, которые она приготовила вместе в большом котле, висящем на крючке над огнём (по-местному «пихель»). Диким пандурам еда понравилась, и они мирно уехали. Исследователь и писатель Макс Пайнкофер охарактеризовал эту теорию как «смешное утверждение» и «выдуманную легенду» и явно связал происхождение названия с бюхельштайнским фестивалем. Однако действительно значимый экономико-географический анализ по этой теме отсутствует.
По легенде, Отто фон Бисмарк в 1893 году во время своего отдыха на баварском курорте Бад-Киссинген попробовал этот наваристый суп, и он ему очень понравился, а с тех пор это блюдо получило своё второе название — рагу Бисмарка. В 1894 году рецепт пихельштайнера впервые появился в «Кулинарной книге Линдауэра». Сегодня его можно найти во всех сборниках немецких рецептов. Немецкий журналист, редактор и писатель Роланд Гёк назвал его одним из ста самых знаменитых рецептов в мире.

## Приготовление
Говядина, свинина или баранина обжариваются. Затем в кастрюлю добавляются овощи: нарезанный кубиками картофель, корни моркови и петрушки, капуста, нарезанная соломкой и ломтики лука-порея, возможны лук, чеснок, паприка. Все заливают бульоном и варят. В Швабии в готовый суп добавляют костный мозг от бульона, или подают в качестве гарнира к готовому супу. Консистенция рагу обычно довольно густая. Благодаря простому приготовлению пихельштейнер часто готовят для массового угощения.